# Wydział Polonistyki Uniwersytetu Jagiellońskiego
Wydział Polonistyki Uniwersytetu Jagiellońskiego – jeden z wydziałów Uniwersytetu Jagiellońskiego. Istnieje od 2004 roku. Powstał on po odłączeniu od Wydziału Filologicznego. W jego skład wchodzi 17 katedr, Centrum Języka  i Kultury Polskiej w Świecie oraz Centrum Badawcze Bibliografii Polskiej Estreicherów.
Dziekanem wydziału jest dr hab. Jarosław Fazan, prof. UJ

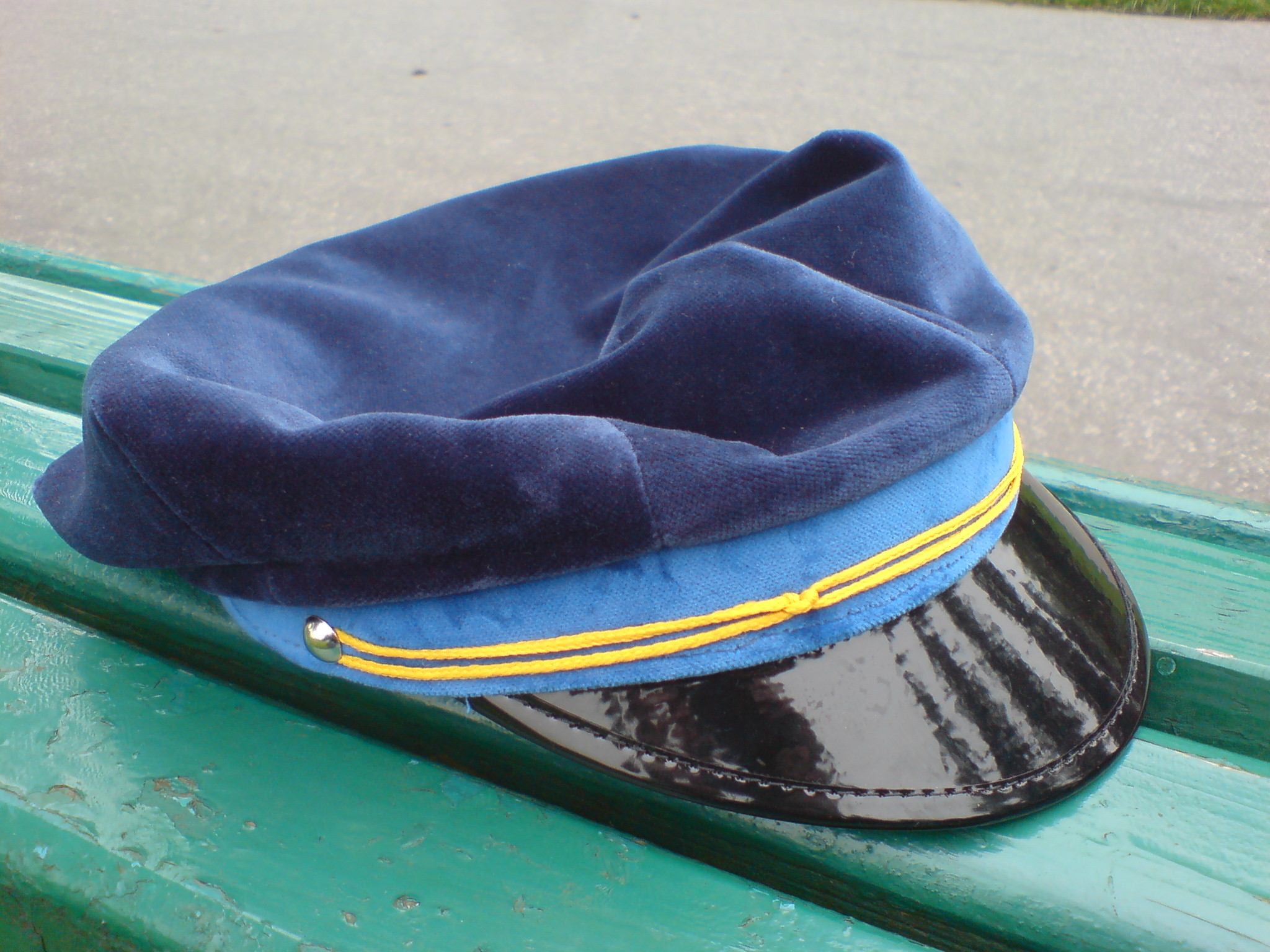
Czapka studencka Wydziału Polonistyki Uniwersytetu Jagiellońskiego

## Władze
Kadencja 2024–2028:

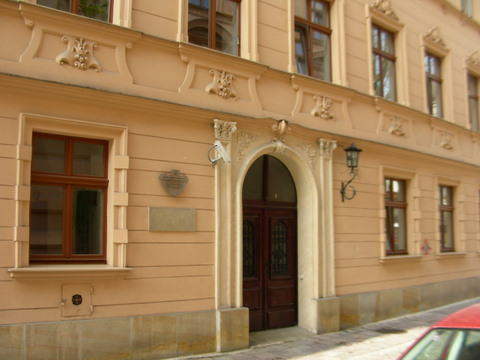
Collegium Opolskie, Gołębia 14

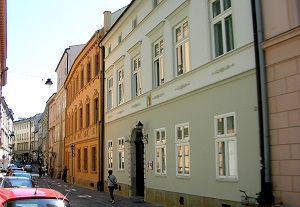
Gołębia 14, 16 i 18

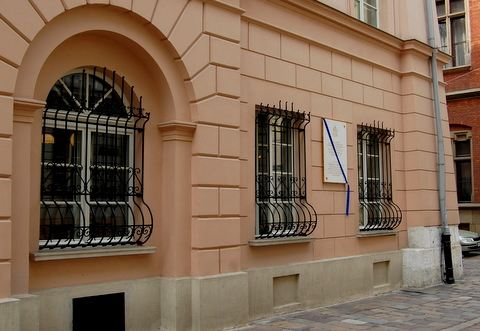
Budynek Collegium Philologicum wraz z tablicą upamiętniającą jednego ze studentów wydziału – Karola Wojtyłę

- Dziekan: dr hab. Jarosław Fazan, prof. UJ
- Prodziekan ds. rozwoju i promocji: dr hab. Mirosława Mycawka, prof. UJ
- Prodziekan ds. dydaktycznych: dr hab. Małgorzata Sokalska, prof. UJ
- Prodziekan ds. nauki i współpracy międzynarodowej: dr hab. Tomasz Bilczewski, prof. UJ

## Struktura
Aktualnie w skład Wydziału wchodzą następujące jednostki:

### Katedra Antropologii Literatury i Badań Kulturowych Uniwersytetu Jagiellońskiego
Pracownicy:
- kierownik Katedry – prof. dr hab. Anna Łebkowska
- prof. dr hab. Magdalena Popiel
- prof. dr hab. Anna Łebkowska
- prof. dr hab. Eugenia Prokop-Janiec
- dr hab. Tomasz Wojciech Majewski, prof. UJ
- dr hab. Elżbieta Rybicka
- dr hab. Roma Sendyka
- dr Tomasz Kunz
- dr hab. Jerzy Franczak
- dr hab. Jakub Momro
- dr hab. Tomasz Z. Majkowski
- dr Agnieszka Dauksza
- dr Maria Kobielska
- dr Anastasia Nabokina
- dr Kinga Siewior
- dr Joanna Szewczyk

Pracownicy emerytowani:
- prof. dr hab. Ryszard Nycz

- prof. dr hab. Teresa Walas

Strona www: https://antropologia.polonistyka.uj.edu.pl/

### Katedra Performatyki
Pracownicy:
- kierownik Katedry – prof. dr hab. Małgorzata Sugiera
- dr hab. Mateusz Borowski, prof. UJ (p.o. kierownika Katedry)
- dr hab. Ewa Bal, prof. UJ
- dr hab. Wojciech Baluch
- dr Mateusz Chaberski
- dr Łucja Iwanczewska
- dr Arkadiusz Półtorak
- dr Piotr Urbanowicz
- dr Konrad Wojnowski

Strona www: http://www.performatyka.polonistyka.uj.edu.pl/

### Katedra Edytorstwa i Nauk Pomocniczych
Pracownicy:
- kierownik Katedry – prof. dr hab. Janusz Gruchała
- prof. dr hab. Ewa Skorupa
- dr hab. Justyna Kiliańczyk-Zięba
- dr Magdalena Komorowska
- dr hab. Klaudia Socha
- dr Michał Czerenkiewicz
- mgr Tomasz Dziki
- mgr Mirosław Klotzer

Pracownicy emerytowani:
- prof. dr hab. Maria Strycharska-Brzezina
- dr Marek Kwater

Strona www: http://www.edytorstwo.polonistyka.uj.edu.pl/

### Katedra Historii Języka i Dialektologii
Pracownicy:
- kierownik Katedry – prof. dr hab. Renata Przybylska
- dr hab. Maciej Rak
- dr hab. Kazimierz Sikora
- dr hab. Barbara Batko-Tokarz
- dr hab. Agata Kwaśnicka-Janowicz
- dr Donata Ochmann
- dr hab. Patrycja Pałka
- dr Sylwia Przęczek-Kisielak
- dr Barbara Żebrowska-Mazur

Pracownicy emerytowani:
- dr hab. Zofia Cygal-Krupa, prof. UJ
- prof. dr hab. Bogusław Dunaj
- dr Jan Godyń

Strona www: http://www.dialektologia.polonistyka.uj.edu.pl/

### Katedra Historii Literatury Oświecenia i Romantyzmu
Pracownicy:
- kierownik Katedry – prof. dr hab. Bogusław Dopart
- prof. dr hab. Agnieszka Ziołowicz
- prof. dr hab. Roman Dąbrowski
- prof. Zofia Zarębianka
- dr Ewa Modzelewska-Opara

Pracownicy emerytowani:
- prof. dr hab. Julian Maślanka

Strona www: http://www.khlor.polonistyka.uj.edu.pl/

### Katedra Historii Literatury Polskiej XX wieku
Pracownicy:
- kierownik Katedry – prof. UJ dr hab. Łukasz Tischner
- prof. dr hab. Joanna Zach
- dr hab. Mateusz Antoniuk prof. UJ
- dr hab. Kazimierz Adamczyk
- dr hab. Dorota Siwor
- dr Karina Jarzyńska
- dr Jan Zięba
- dr hab. Artur Grabowski

Pracownicy emerytowani:
- prof. dr hab. Stanisław Bryndza-Stabro
- prof. dr hab. Aleksander Fiut
- prof. dr hab. Stanisław Gawliński
- prof. dr hab. Wojciech Ligęza
- prof. dr hab. Marian Stępień
- dr hab. Józef Wróbel, prof. UJ
- dr Bronisław Maj

Strona www: http://www.khlp.polonistyka.uj.edu.pl/

### Katedra Historii Literatury Pozytywizmu i Młodej Polski
Pracownicy:
- kierownik Katedry – prof. dr hab. Anna Czabanowska-Wróbel
- dr Katarzyna Deja
- prof. dr hab. Andrzej Waśko
- dr Rafał Milan
- prof. dr hab. Gabriela Matuszek-Stec
- dr Urszula M. Pilch

Pracownicy emerytowani:
- prof. dr hab. Ewa Miodońska-Brookes
- dr Andrzej Nowakowski
- prof. dr hab. Marian Stala

Strona www: http://www.pmp.polonistyka.uj.edu.pl/

### Katedra Historii Literatury Staropolskiej
Pracownicy:
- kierownik Katedry – prof. dr hab. Jakub Niedźwiedź
- prof. dr hab. Albert Gorzkowski
- prof. dr hab. Elwira Buszewicz
- dr hab. Grzegorz Zając, prof. UJ
- dr hab. Grażyna Urban-Godziek, prof. UJ
- dr Ewelina Drzewiecka
- dr Lidia Grzybowska
- dr Barbara Kaszowska-Wandor
- dr Jakub Koryl
- dr Andrzej Staniszewski

Pracownicy emerytowani:
- prof. dr hab. Andrzej Borowski
- prof. dr hab. Wacław Walecki
- prof. dr hab. Maciej Włodarski

Strona www: http://www.khls.polonistyka.uj.edu.pl/

### Katedra Komparatystyki Literackiej
Pracownicy:
- kierownik Katedry – prof. dr hab. Magdalena Siwiec
- prof. dr hab. Elwira Buszewicz (p.o. kierownika Katedry)
- dr hab. Małgorzata Sokalska, prof. UJ
- dr hab. Anita Całek
- dr hab. Olga Płaszczewska
- dr hab. Iwona Puchalska, prof. UJ
- dr Jakub Czernik
- dr Karolina Górniak-Prasnal
- dr Wojciech Ryczek
- dr Ewa Wojciechowska
- dr hab. Andrzej Zawadzki

Pracownicy emerytowani:
- prof. dr hab. Maria Cieśla-Korytowska
- dr hab. Katarzyna Mroczkowska-Brand
- dr Grażyna Królikiewicz

Strona www: https://komparatystyka.polonistyka.uj.edu.pl/

### Katedra Krytyki Współczesnej
Pracownicy:
- kierownik Katedry – dr hab. Dorota Kozicka, prof. UJ
- prof. dr hab. Maciej Urbanowski
- dr hab. Krzysztof Biedrzycki, prof. UJ
- dr Tomasz Cieślak-Sokołowski
- dr Michał Koza
- dr hab. Anna Pekaniec
- dr Olga Szmidt
- dr Katarzyna Trzeciak

Pracownicy emerytowani:
- prof. dr hab. Jerzy Jarzębski
- prof. dr hab. Marta Wyka

Strona www: http://www.krytyka.polonistyka.uj.edu.pl/

### Katedra Kultury Literackiej Pogranicza
Pracownicy:
- kierownik Katedry – dr hab. Paweł Bukowiec, prof. UJ
- dr hab. Jarosław Fazan, prof. UJ
- prof. dr hab. Andrzej Romanowski
- dr hab. Paweł Bukowiec
- prof. dr hab. Iwona Węgrzyn
- dr hab. Beata Kalęba
- dr hab. Krzysztof Zajas, prof. UJ

Pracownicy emerytowani:
- prof. dr hab. Tadeusz Bujnicki

Strona www: http://www.pogranicze.polonistyka.uj.edu.pl/

### Katedra Lingwistyki Kulturowej i Socjolingwistyki
Pracownicy:
- kierownik Katedry – prof. dr hab. Halina Kurek
- dr hab. Anna Piechnik, prof. UJ (p.o. kierownika Katedry)
- dr hab. Mirosława Sagan-Bielawa, prof. UJ
- dr hab. Agnieszka Sieradzka-Mruk, prof. UJ
- dr Tomasz Jelonek
- dr Ilona Kulak

Pracownicy emerytowani:
- dr Zofia Kubiszyn-Mędrala

Strona www: http://www.klks.polonistyka.uj.edu.pl/

### Katedra Polonistycznej Edukacji Nauczycielskiej
Pracownicy:
- kierownik Katedry – prof. dr hab. Anna Janus-Sitarz
- dr hab. Witold Bobiński, prof. UJ
- dr hab. Sebastian Borowicz
- dr Agnieszka Guzik
- dr hab. Joanna Hobot-Marcinek, prof. UJ
- dr Agnieszka Kania
- dr Karolina Kwak
- dr Patrycja Huget
- dr Ewa Nowak
- dr Elżbieta Piątek
- dr Marta Rusek
- mgr Marzena Dąbrowska
- dr Agnieszka Handzel
- dr Karolina Wawer
- dr Anna Włodarczyk

Pracownicy emerytowani:
- prof. dr hab. Jadwiga Kowalik
- dr Ewa Horwath
- dr Maria Madej
- dr Teresa Wojtasińska
- prof. dr hab. Anna Pilch

Strona www: http://www.kpen.polonistyka.uj.edu.pl/

### Katedra Teatru i Dramatu
Pracownicy:
- kierownik Katedry – prof. dr hab. Grzegorz Niziołek
- prof. dr hab. Jacek Popiel
- prof. dr hab. Włodzimierz Szturc
- dr hab. Marek Dębowski, prof. UJ
- dr hab. Marcin Kościelniak, prof. UJ
- prof. dr hab. Katarzyna Fazan
- dr hab. Agnieszka Marszałek, prof. UJ
- dr Anna Róża Burzyńska
- dr hab. Dorota Jarząbek-Wasyl, prof. UJ
- dr hab. Tadeusz Kornaś, prof. UJ
- dr Monika Kwaśniewska-Mikuła
- mgr Daria Kubisiak
- dr Olga Śmiechowicz
- dr hab. Wanda Świątkowska
- dr Agnieszka Wanicka

Pracownicy emerytowani:
- prof. dr hab. Jan Michalik
- prof. dr hab. Józef Opalski
- dr hab. Joanna Walaszek, prof. UJ
- mgr Wojciech Szulczyński

Strona www: https://katedrateatru.polonistyka.uj.edu.pl/

### Katedra Teorii Literatury
Pracownicy:
- kierownik Katedry – prof. dr hab. Anna Burzyńska
- prof. dr hab. Andrzej Hejmej (p.o. kierownika Katedry)
- prof. dr hab. Piotr Oczko
- dr hab. Cezary Zalewski, prof. UJ
- dr hab. Mateusz Skucha, prof. UJ
- dr Dezydery Barłowski
- dr hab. Monika Świerkosz, prof. UJ
- dr hab. Dorota Wojda, prof. UJ
- dr Iwona Boruszkowska
- dr Katarzyna Kucia-Kuśmierska

Pracownicy emerytowani:
- prof. dr hab. Stanisław Balbus
- prof. dr hab. Jolanta Dudek
- dr hab. Włodzimierz Próchnicki, prof. UJ
- dr Magdalena Lubelska

Strona www: http://www.ktl.polonistyka.uj.edu.pl/

### Katedra Współczesnego Języka Polskiego
Pracownicy:
- kierownik Katedry – dr hab. Mirosława Mycawka, prof. UJ
- prof. dr hab. Józef Kąś
- dr hab. Kinga Tutak, prof. UJ
- dr Beata Ziajka
- dr Agnieszka Jurczyńska-Kłosok
- dr Tomasz Kurdyła
- mgr Ewa Kubusiak
- dr Rafał Mazur

Pracownicy emerytowani:
- prof. dr hab. Janina Labocha

- prof. dr hab. Władysław Śliwiński
- prof. dr hab. Bronisława Ligara
- dr hab. Monika Szpiczakowska, prof. UJ

Strona www: http://www.kwjp.polonistyka.uj.edu.pl/

### Katedra Teorii Komunikacji
Pracownicy:
- kierownik Katedry – prof. dr hab. Jolanta Antas
- dr hab. Michał Rusinek, prof. UJ
- dr hab. Aneta Załazińska, prof. UJ
- dr Beata Drabik
- dr Justyna Winiarska
- dr Izabela Kraśnicka
- dr Jakub Pstrąg
- dr Anna Chudzik

Strona www: http://www.komunikacja.polonistyka.uj.edu.pl/

### Instytut Glottodydaktyki Polonistycznej
Pracownicy:
- dyrektor Instytutu – dr hab. Piotr Horbatowski
- zastępca dyrektora – dr hab. Robert Dębski, prof. UJ
- pełnomocnik Dziekana ds. obcokrajowców: mgr Joanna Machowska

Zakład Języka Polskiego jako Obcego:
- kierownik zakładu: dr hab. Iwona Janowska, prof. UJ
- dr hab. Waldemar Martyniuk, prof. UJ
- dr Małgorzata Banach
- dr Tamara Czerkies
- dr Adriana Prizel-Kania
- dr Agnieszka Rabiej
- dr Marzena Wawrzeń
- mgr Joanna Machowska

Zakład Językoznawstwa Stosowanego:
- kierownik zakładu: dr hab. Anna Seretny, prof. UJ
- dr hab. Wiesław Stefańczyk, prof. UJ
- dr Dominika Bucko
- dr Dominika Izdebska-Długosz
- dr Beata Terka

Zakład Logopedii:
- Kierownik zakładu: dr hab. Robert Dębski, prof. UJ
- dr Magdalena Knapek
- dr Rafał Młyński
- dr Paulina Wójcik-Topór
- mgr Urszula Malina

Pracownia Badań Języka i Kultury Polonii:
- kierownik pracowni: dr hab. Ewa Lipińska, prof. UJ
- mgr Magdalena Szelc-Mays

Pracownia Kultury Polskiej na Świecie:
- kierownik pracowni: prof. dr hab. Dariusz Kosiński
- dr hab. Piotr Horbatowski

Strona www: https://igp.polonistyka.uj.edu.pl/

### Centrum Studiów Humanistycznych
Pracownicy:
- dyrektor – dr hab. Tomasz Bilczewski
- przewodniczący Rady Programowej – prof. dr hab. Michał Paweł Markowski
- dr Anna Turczyn
- mgr Michał Zając
- mgr Dominika Ciesielska
- mgr Maria Rutkowska

Strona www: https://cash.polonistyka.uj.edu.pl/

### Katedra Międzynarodowych Studiów Polonistycznych
Pracownicy:
- kierownik Katedry – dr hab. Tomasz Bilczewski, prof. UJ

- prof. dr hab. Michał Paweł Markowski

- dr hab. Magdalena Heydel, prof. UJ
- dr hab. Andrzej Juszczyk, prof. UJ
- dr Alicja Fidowicz
- dr Agnieszka Podpora
- dr. Zofia Ziemann

Strona www: https://cash.polonistyka.uj.edu.pl/

### Centrum Badawcze Bibliografii Polskiej Estreicherów
Pracownicy:
- kierownik Centrum – prof. dr hab. Wacław Walecki
- mgr Alina Baran
- mgr Beata Grzybek
- mgr Danuta Siess-Krzyszkowska
- dr Tomasz Nastulczyk

Strona www: https://www.estreicher.uj.edu.pl/centrum/

### Centrum Badań Edukacyjnych i Kształcenia Ustawicznego
- kierownik Centrum: prof. dr hab. Anna Janus-Sitarz

strona www: http://www.cbeiku.polonistyka.uj.edu.pl/o-centrum/o-nas

### Centrum Badań Przekładoznawczych
- kierownik Centrum: dr hab. Magdalena Heydel, prof. UJ

Strona www: https://przekladoznawstwo.polonistyka.uj.edu.pl/

### Ośrodek Dokumentacji i Badania Twórczości Josepha Conrada
Pracownicy:
- kierownik Katedry – dr hab. Andrzej Juszczyk, prof. UJ

Strona www:
http://www.conradianum.polonistyka.uj.edu.pl/

### Ośrodek Badań Literatury Dziecięcej i Młodzieżowej
Kierownik: prof. dr hab. Anna Czabanowska-Wróbel
Strona www: http://www.oldm.polonistyka.uj.edu.pl/

### Ośrodek Badań nad Kulturami Pamięci
kierownik Ośrodka: dr hab. Roma Sendyka, prof. UJ
Strona www: https://kulturypamieci.polonistyka.uj.edu.pl/

### Ośrodek Badań nad Awangardą
kierownik Ośrodka: dr hab. Jarosław Fazan, prof. UJ
Strona www: http://www.obaw.polonistyka.uj.edu.pl/

### Ośrodek Badań Groznawczych
kierownik Ośrodka: dr hab. Tomasz Majkowski, prof. UJ

### Ośrodek Badań nad Twórczością Czesława Miłosza
kierownik Ośrodka: prof. dr hab. Joanna Zach
Strona www: https://milosz.polonistyka.uj.edu.pl/

### Ośrodek Multimodalnych Badań Edukacyjnych i Kulturowych
kierownik Ośrodka: dr hab. Joanna Hobot-Marcinek, prof. UJ
Strona www:https://ombeik.polonistyka.uj.edu.pl/

### Biblioteka
- kierownik – dr Daniel Skwirut

Strona www: www.biblioteka.polonistyka.uj.edu.pl